# Karl Kowanz
Karl Kowanz (ur. 15 kwietnia 1926, zm. 30 listopada 1997) – piłkarz austriacki grający na pozycji obrońcy. W swojej karierze rozegrał 17 meczów w reprezentacji Austrii.

## Kariera klubowa
Swoją karierę piłkarską Kowanz rozpoczął w klubie Admira Wiedeń. W 1945 roku awansował do kadry pierwszego zespołu. W sezonie 1945/1946 zadebiutował w nim w pierwszej lidze austriackiej. W sezonie 1946/1947 stał się podstawowym zawodnikiem Admiry, w której grał do końca sezonu 1949/1950.
Latem 1950 Kowanz przeszedł do Austrii Wiedeń. Swój jedyny sukces w barwach Austrii osiągnął w sezonie 1952/1953, w którym to wywalczył tytuł mistrza Austrii. W 1958 roku odszedł do z Austrii do innego klubu z Wiednia, Wiener SC. W sezonie 1958/1959 zdobył z nim Puchar Austrii. W 1961 roku zakończył karierę piłkarską w wieku 35 lat.
| Sezon   | Klub           | Kraj    | Rozgrywki  | Mecze | Bramki |
| ------- | -------------- | ------- | ---------- | ----- | ------ |
| 1945/46 | Admira Wiedeń  | Austria | Bundesliga | 4     | 5      |
| 1946/47 | Admira Wiedeń  | Austria | Bundesliga | 18    | 4      |
| 1947/48 | Admira Wiedeń  | Austria | Bundesliga | 18    | 0      |
| 1948/49 | Admira Wiedeń  | Austria | Bundesliga | 18    | 1      |
| 1949/50 | Admira Wiedeń  | Austria | Bundesliga | 20    | 2      |
| 1950/51 | Austria Wiedeń | Austria | Bundesliga | 21    | 0      |
| 1951/52 | Austria Wiedeń | Austria | Bundesliga | 25    | 0      |
| 1952/53 | Austria Wiedeń | Austria | Bundesliga | 26    | 2      |
| 1953/54 | Austria Wiedeń | Austria | Bundesliga | 10    | 1      |
| 1954/55 | Austria Wiedeń | Austria | Bundesliga | 8     | 0      |
| 1955/56 | Austria Wiedeń | Austria | Bundesliga | 14    | 1      |
| 1956/57 | Austria Wiedeń | Austria | Bundesliga | 25    | 1      |
| 1957/58 | Austria Wiedeń | Austria | Bundesliga | 13    | 0      |
| 1958/59 | Wiener SC      | Austria | Bundesliga | 26    | 0      |
| 1959/60 | Wiener SC      | Austria | Bundesliga | 25    | 0      |
| 1960/61 | Wiener SC      | Austria | Bundesliga | 24    | 0      |

## Kariera reprezentacyjna
W reprezentacji Austrii Kowanz zadebiutował 18 kwietnia 1948 roku w wygranym 3:1 towarzyskim meczu ze Szwajcarią, rozegranym w Wiedniu. W 1948 roku wystąpił z kadrą Austrii na Igrzyskach Olimpijskich w Londynie. Od 1948 do 1953 roku rozegrał w kadrze narodowej 17 meczów.